# Francisco Cabaco López
Francisco Cabaco López (Armilla, 8 d'agost de 1954) és un polític espanyol. Va exercir càrrecs de diputat a l'Assemblea de Madrid i de regidor a l'Ajuntament de Madrid pel Partit Socialista Obrer Espanyol (PSOE).

## Biografia
Va néixer el 8 d'agost de 1954 a Armilla, a la província de Granada.
Candidat nombre 28 de la llista del Partit Socialista Obrer Espanyol (PSOE) per a les eleccions a l'Assemblea de Madrid de 1983 encapçalada per Joaquín Leguina, va resultar escollit diputat per la primera legislatura de la cambra. Va renovar la seva acta de diputat per a la segona, tercera, quarta, cinquena, sisena, setena i vuitena legislatures en las eleccions de 1987, 1991, 1995, 1999, maig de 2003, octubre de 2003 i 2007. En la cinquena legislatura del Parlament regional (1999-2003), va exercir de vicepresident segon de la Mesa de l'Assemblea.
Durant la seva estada a l'Assemblea de Madrid va ser afí a José Acosta i a la facció guerrista del PSOE a la Comunitat de Madrid.
Candidat proposat per la Federació Socialista Madrilenya per presidir l'Assemblea de Madrid a la sisena legislatura, no va aconseguir ser elegit com a tal a la sessió constitutiva de la cambra, a causa de l'escàndol de transfuguisme conegut com a Tamayazo, consistent en l'absència en la votació per a l'elecció de la Mesa de dos diputats electes en les files socialistes (Eduardo Tamayo i María Teresa Sáez) i la consegüent elecció en el seu lloc de la diputada popular Concepción Dancausa. Fet i fet, la rebel·lia dels 2 diputats va suposar la impossibilitat d'investir Rafael Simancas com a president de la Comunitat de Madrid, i a la celebració d'noves eleccions a l'octubre, que van portar al poder a Esperanza Aguirre.
Va ser vicepresident segon a la vuitena legislatura (2007-2011).
El 2011 va ser inclòs en la llista del PSOE per a les eleccions municipals de maig a Madrid, com nombre 5 de la llista encapçalada per Jaime Lissavetzky.